# Dagen McDowell
Mary Dagen McDowell (07 de janeiro de 1969) é uma jornalista americana da Fox Network e uma correspondente de negócios da Fox News Channel.
McDowell nasceu no Condado de Campbell, Virgínia. Ela graduou-se na Universidade Wake Forest e iniciou sua carreira como jornalista financeira na Institutional Investor's Newsletter Division. McDowell assumiu o programa Bulls & Bears em 2016 após Brenda Buttner ser diagnóstico com câncer.